# Куга (приток Юронги)
Куга — река в России, протекает по Воскресенскому району Нижегородской области. Устье реки находится в 35 км от устья Юронги по левому берегу. Длина реки — 18 км, площадь водосборного бассейна — 52,2 км².
Исток реки находится в заболоченном лесу в 40 км к северо-востоку от посёлка Воскресенское. Река течёт на юго-запад по ненаселённому лесу. Впадает в Юронгу в деревне Малая Юронга близ границы с Республикой Марий Эл.

## Данные водного реестра
По данным государственного водного реестра России относится к Верхневолжскому бассейновому округу, водохозяйственный участок реки — Ветлуга от города Ветлуга и до устья, речной подбассейн реки — Волга от впадения Оки до Куйбышевского водохранилища (без бассейна Суры). Речной бассейн реки — (Верхняя) Волга до Куйбышевского водохранилища (без бассейна Оки).
Код объекта в государственном водном реестре — 08010400212110000043663.